# Platyja umminea
Platyja umminea är en fjärilsart som beskrevs av Pieter Cramer 1780. Platyja umminea ingår i släktet Platyja och familjen nattflyn. Inga underarter finns listade i Catalogue of Life.